# Adil Rami
Adil Rami (pronunție în franceză [a.dil ʁa.mi] ; arabă عادل رامي; n. 27 decembrie 1985) este un fotbalist francez care evoluează pe poziția de fundaș ultima dată la clubul din Ligue 2, Troyes.

## Statistici carieră

### Club
Statistici actualiztate la 25 august 2019.
| Club          | Sezon         | Campionat | Campionat | Cupă    | Cupă   | Cupa Ligii | Cupa Ligii | Continental | Continental | Altele  | Altele | Total   | Total  |
| Club          | Sezon         | Meciuri   | Goluri    | Meciuri | Goluri | Meciuri    | Goluri     | Meciuri     | Goluri      | Meciuri | Goluri | Meciuri | Goluri |
| ------------- | ------------- | --------- | --------- | ------- | ------ | ---------- | ---------- | ----------- | ----------- | ------- | ------ | ------- | ------ |
| Fréjus        | 2003–04       | 4         | 0         | 0       | 0      | —          | —          | —           | —           | —       | —      | 4       | 0      |
| Fréjus        | 2004–05       | 24        | 0         | 0       | 0      | —          | —          | —           | —           | —       | —      | 24      | 0      |
| Fréjus        | 2005–06       | 30        | 0         | 0       | 0      | —          | —          | —           | —           | —       | —      | 30      | 0      |
| Total         | Total         | 58        | 0         | 0       | 0      | —          | —          | —           | —           | —       | —      | 58      | 0      |
| Lille         | 2006–07       | 2         | 0         | 0       | 0      | 0          | 0          | —           | —           | —       | —      | 2       | 0      |
| Lille         | 2007–08       | 24        | 0         | 3       | 0      | 0          | 0          | —           | —           | —       | —      | 27      | 0      |
| Lille         | 2008–09       | 33        | 4         | 4       | 0      | 1          | 0          | —           | —           | —       | —      | 38      | 4      |
| Lille         | 2009–10       | 34        | 3         | 0       | 0      | 2          | 1          | 13          | 1           | —       | —      | 49      | 5      |
| Lille         | 2010–11       | 36        | 0         | 4       | 0      | 2          | 0          | 5           | 0           | —       | —      | 47      | 0      |
| Total         | Total         | 129       | 7         | 11      | 0      | 5          | 1          | 18          | 1           | —       | —      | 163     | 9      |
| Valencia      | 2011–12       | 33        | 2         | 7       | 0      | —          | —          | 13          | 2           | —       | —      | 53      | 4      |
| Valencia      | 2012–13       | 25        | 0         | 5       | 1      | —          | —          | 6           | 1           | —       | —      | 36      | 2      |
| Valencia      | 2013–14       | 3         | 0         | 0       | 0      | —          | —          | 1           | 0           | —       | —      | 4       | 0      |
| Total         | Total         | 61        | 2         | 12      | 1      | —          | —          | 20          | 3           | —       | —      | 93      | 6      |
| Milan         | 2013–14       | 18        | 3         | 2       | 0      | —          | —          | 2           | 0           | —       | —      | 22      | 3      |
| Milan         | 2014–15       | 21        | 1         | 1       | 0      | —          | —          | —           | —           | —       | —      | 22      | 1      |
| Milan         | Total         | 39        | 4         | 3       | 0      | —          | —          | 2           | 0           | —       | —      | 44      | 4      |
| Sevilla       | 2015–16       | 28        | 0         | 6       | 2      | —          | —          | 11          | 1           | 1       | 0      | 46      | 3      |
| Sevilla       | 2016–17       | 21        | 0         | 3       | 0      | —          | —          | 7           | 0           | 2       | 0      | 33      | 0      |
| Sevilla       | Total         | 49        | 0         | 9       | 2      | —          | —          | 18          | 1           | 3       | 0      | 79      | 3      |
| Marseille     | 2017–18       | 33        | 1         | 3       | 0      | 0          | 0          | 18          | 1           | 0       | 0      | 54      | 2      |
| Marseille     | 2018–19       | 16        | 1         | 0       | 0      | 1          | 0          | 4           | 0           | 0       | 0      | 21      | 1      |
| Marseille     | Total         | 49        | 2         | 3       | 0      | 1          | 0          | 22          | 1           | 0       | 0      | 75      | 3      |
| Fenerbahçe    |               |           |           |         |        |            |            |             |             |         |        |         |        |
| 2019–20       | 0             | 0         | 0         | 0       | —      | —          | 0          | 0           | 0           | 0       | 0      | 0       |        |
| Total         | 0             | 0         | 0         | 0       | —      | —          | 0          | 0           | 0           | 0       | 0      | 0       |        |
| Total carieră | Total carieră | 385       | 16        | 38      | 3      | 6          | 1          | 80          | 6           | 3       | 0      | 512     | 26     |

### Internațional
(Corect la 6 februarie 2013)
| Echipa | Sezon   | Meciur | Goluri | Asisturi |
| ------ | ------- | ------ | ------ | -------- |
| Franța | 2010–11 | 11     | 0      | 0        |
| Franța | 2011–12 | 13     | 1      | 0        |
| Franța | 2012–13 | 1      | 0      | 0        |
| Total  | Total   | 25     | 1      | 0        |

#### Goluri internaționale
| # | Data        | Stadion                                | Oponent | Scor | Rezultat | Competiția  |
| - | ----------- | -------------------------------------- | ------- | ---- | -------- | ----------- |
| 1 | 27 May 2012 | Stade du Hainaut, Valenciennes, Franța | Islanda | 3–2  | 3–2      | Meci amical |

## Palmares

### Club
Lille
- Ligue 1: 2011
- Coupe de France: 2011